# Pedro de Valdivia
Pedro de Valdivia (Villanueva de la Serena, 17 aprile 1497 – Tucapel, 25 dicembre 1553) è stato un generale spagnolo, conquistador nell'America del Sud, ricordato come fondatore di Santiago del Cile.

## Biografia
Fu uno dei due luogotenenti di Francisco Pizarro, il conquistatore del Perù. Dopo la spedizione di Diego de Almagro (1536), ha esplorato, a partire dal 1540, la parte nord del Cile e ha combattuto contro le popolazioni indigene preparando la colonizzazione spagnola, nonostante la difficoltà del territorio (deserto di Atacama) e gli indiani combattivi.
Alla testa di circa 150 uomini, e con il contributo di Inés de Suárez, ha fondato la futura capitale Santiago (1541), che fu battezzata Santiago de nueva Extremadura in onore della città spagnola Santiago di Compostela e alla sua regione di origine (Estremadura). In seguito ha fondato La Serena (1544), Concepción (1550) e Valdivia (1552). I problemi logistici, la mancanza di affidabilità dei suoi uomini e i numerosi sollevamenti delle popolazioni locali l'obbligarono a fare uso, più di una volta, di rinforzi provenienti dal Perù.
Per un decennio, prima e durante la conquista del Cile fu al suo fianco la sua amante Inés de Suárez, una delle poche donne di cui si porti ricordo nella storia della conquista dell'America.
Riuscì a consolidare le sue conquiste e fu nominato governatore del Cile dal re di Spagna Carlo V. Perì durante una battaglia contro i Mapuche (o Araucani).
Nelle sue esplorazioni fu aiutato dall'italiano Giovanni Battista Pastene.